# Patrick Araújo
Patrick Araújo (Juruti, 11 de agosto de 1999) é um levantador de toadas, produtor musical e compositor brasileiro, um dos principais nomes no Festival Folclórico de Parintins atualmente.

## Carreira
Patrick cresceu em uma família de músicos, e desde pequeno tinha o sonho de se tornar um cantor. Ainda jovem recebeu a oportunidade de cantar como levantador oficial no Boi Corre-Campo de Nova Olinda. 
Seu primeiro contato com o Caprichoso foi no ano de 2016, quando tocou bateria na banda oficial do boi-bumbá azul e branco. Em 2018, se tornou item substituto do Boi Garantido, do qual seu tio, Sebastião Júnior era levantador. Como substituto, se algo acontecesse com seu tio, ele tomaria a frente no Bumbódromo. 
Em janeiro de 2021, a equipe do Boi Caprichoso anuncia que Patrick Araújo teria sido contratado como levantador de toadas oficial pelo boi.  Nos seguintes anos de 2022, 2023 e 2024 foi campeão com o boi, gabaritando o item 2 do festival em todos os anos em que participou. 

## Títulos
| Ano  | Tema                           | Notas (No quesito levantador) | Ref.   |
| ---- | ------------------------------ | ----------------------------- | ------ |
| 2022 | Amazônia: Nossa Luta em Poesia | 60,0                          | [ 8 ]  |
| 2023 | O Brado do Povo Guerreiro      | 60,0                          | [ 9 ]  |
| 2024 | Cultura - O Triunfo do Povo    | 60,0                          | [ 10 ] |